# 4431 Holeungholee
4431 Holeungholee је астероид главног астероидног појаса са пречником од приближно 28,87 .
Афел астероида је на удаљености од 3,373 астрономских јединица (АЈ) од Сунца, а перихел на 2,758 АЈ.
Ексцентрицитет орбите износи 0,100, инклинација (нагиб) орбите у односу на раван еклиптике 10,890 степени, а орбитални период износи 1961,063 дана (5,369 година).
Апсолутна магнитуда астероида је 10,90 а геометријски албедо 0,092.
Астероид је откривен 28. новембра 1978. године.